# 荒崎良徳
荒崎良徳（あらざき　りょうとく、1928年10月21日- 2014年10月13日）は、曹洞宗の僧、福祉事業家、鉄道模型研究家。

## 人物
金沢で生まれる。父は荒崎良道。1951年駒澤大学文学部国文科卒業。公立高校教員を務める。1976年実家の雲龍寺住職となる。児童養護施設林鐘園々長。鉄道模型のレイアウトで雲竜寺模型と呼ばれるものを製作。

## 著書
- 『空を拝む 私の般若心経』水書坊 1985
- 『ほとけさまと子どもたち 私の子育て論・福祉論』水書坊 1986
- 『観音さまのまなざし 南無の会辻説法』水書坊 1988
- 『心眼をひらく 禅の視点から』朱鷺書房 1988
- 『般若心経を拝む』曹洞宗大本山総持寺出版部 Choryu books　1990
- 『法華経を拝む』国書刊行会 1997
- 『修証義を読む 幸福への道しるべ』国書刊行会 2000
- 『シリーズ福祉に生きる　荒崎良道』大空社 2001
- 『花巡礼』荒崎良和絵 国書刊行会 2003
- 『花菩薩 詩画集』荒崎良和画 慧文社 2004

### 共編著
- 『みんなで幸せに』編 水書坊 1986
- 『めぐりあいのよろこび』松本梶丸,青山俊董共著 慧文社 2006

## 注
1. ↑  『現代日本人名録』